# Black River Township (comté de Reynolds, Missouri)
Pour les articles homonymes, voir Black River Township.
Black River Township est un ancien township, situé dans le comté de Reynolds, dans le Missouri, aux États-Unis,.
Le township est fondé en 1845 et baptisé en référence à la Black River.

### Source de la traduction
- (en) Cet article est partiellement ou en totalité issu de l’article de Wikipédia en anglais intitulé « Black River Township, Reynolds County, Missouri » (voir la liste des auteurs).